# Atherigona iota
Atherigona iota este o specie de muște din genul Atherigona, familia Muscidae, descrisă de Adrian C. Pont în anul 1981.
Este endemică în Pakistan. Conform Catalogue of Life specia Atherigona iota nu are subspecii cunoscute.